# Sardengrasmücke
Die Sardengrasmücke (Curruca sarda; Syn. Sylvia sarda) ist eine Singvogelart aus der Familie der Grasmückenartigen (Sylviidae). Sie kommt auf Sardinien und Korsika sowie im weiteren Sinne auf den Balearen vor.

## Merkmale
Die Sardengrasmücke ähnelt in Größe, Gestalt und Verhalten der Provencegrasmücke. Von dieser unterscheidet sie sich durch die graue Unterseite sowie den fehlenden hellen Kehlfleck.
Das Männchen ist einheitlich rauchgrau, mit Ausnahme der helleren Kehle. Die Schnabelbasis, die Iris und die Beine sind rot. Das Weibchen ist heller, matter aber ebenfalls ohne eine Spur von Braun. Diese Art hat eine Körperlänge von 13 bis 16 Zentimetern und eine Flügelspannweite von 25 bis 30 Zentimetern.

## Vorkommen
Die Sardengrasmücke brütet sie auf Korsika und Sardinien, Capri, Elba und Pantelleria sowie der tunesischen Insel Zembra. Verschiedene Nachweise mit Brutverdacht im Bereich der Ägäis aus den 90er Jahren bedürfen weiterer Untersuchung. Weiterhin brütet die Unterart C. s. balearica, die als Balearengrasmücke oft als eigene Art aufgeführt wird, auf den Inseln der Balearen, mit Ausnahme von Menorca. Während die Population auf den Balearen aus Standvögeln besteht, ziehen die Vögel der östlichen Unterart zum Überwintern ins nördliche Afrika. Die Sardengrasmücke kommt meist bis in eine Höhe von 500 Metern vor, jedoch ist sie in den Berggebieten Korsikas und Sardiniens auch bis in eine Höhe von 1800 Metern zu finden.
Sie brütet an Berghängen mit niedriger Macchia und Garrigue, sowie an Felsküsten im Buschwerk mit Heidekraut und Zistrosen, aber nicht in Wäldern.

## Verhalten
Die Sardengrasmücke tritt meist in Paaren oder alleine auf. Nur im Herbst und Winter bildet sie kleine Gruppen. Sie sucht ihre Nahrung, die aus Insekten, Spinnen und anderen Wirbellosen besteht, im Blätterwerk dicht über dem Boden.

## Fortpflanzung

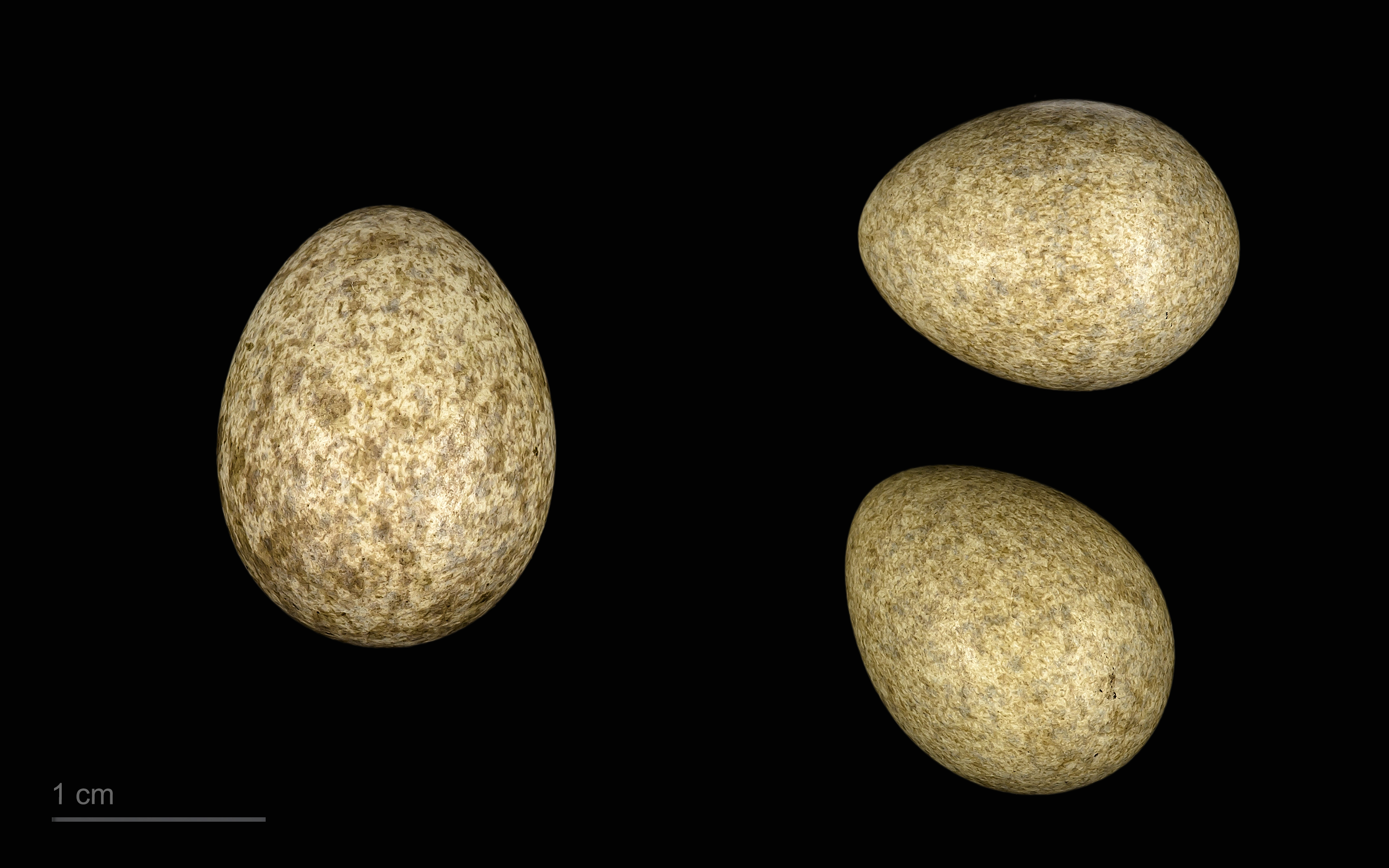
Links: Cuculus canorus canorus rechts: Curruca sarda, Sammlung Museum von Toulouse

Die Sardengrasmücke brütet zweimal im Jahr. Im April bis Mai und ein zweites Mal im Juni. Die drei bis vier Eier werden 12 bis 13 Tage lang bebrütet. Die Jungen verlassen nach 12 Tagen das Nest.

## Interne Systematik
Es werden zwei Unterarten beschrieben, von denen die Balearengrasmücke (Curruca balearica von Jordans 1913) oft als eigene Art geführt wird, die dann mit C. sarda eine Superspezies bildet. Dies wird mit Unterschieden in Größe, Färbung, Gesang und Zugverhalten sowie Untersuchungen der mitochondrialen DNA begründet. Die recht geringfügigen morphologischen Unterschiede scheinen aber einen Artstatus nicht unbedingt zu rechtfertigen, das Zugverhalten ist kaum als taxonomisches Merkmal zu werten und die molekulargenetischen Untersuchungen sind seit mehreren Jahren unveröffentlicht. Weiteres bleibt abzuwarten.
- C. s. sarda – Sardinien und Korsika
- C. s. balearica – Balearen, außer Menorca